# И всё-таки она вертится!
Это статья о крылатой фразе, приписываемой Галилею. Об альбоме группы Haggard см. Eppur Si Muove. О компьютерной игре см. And Yet It Moves.

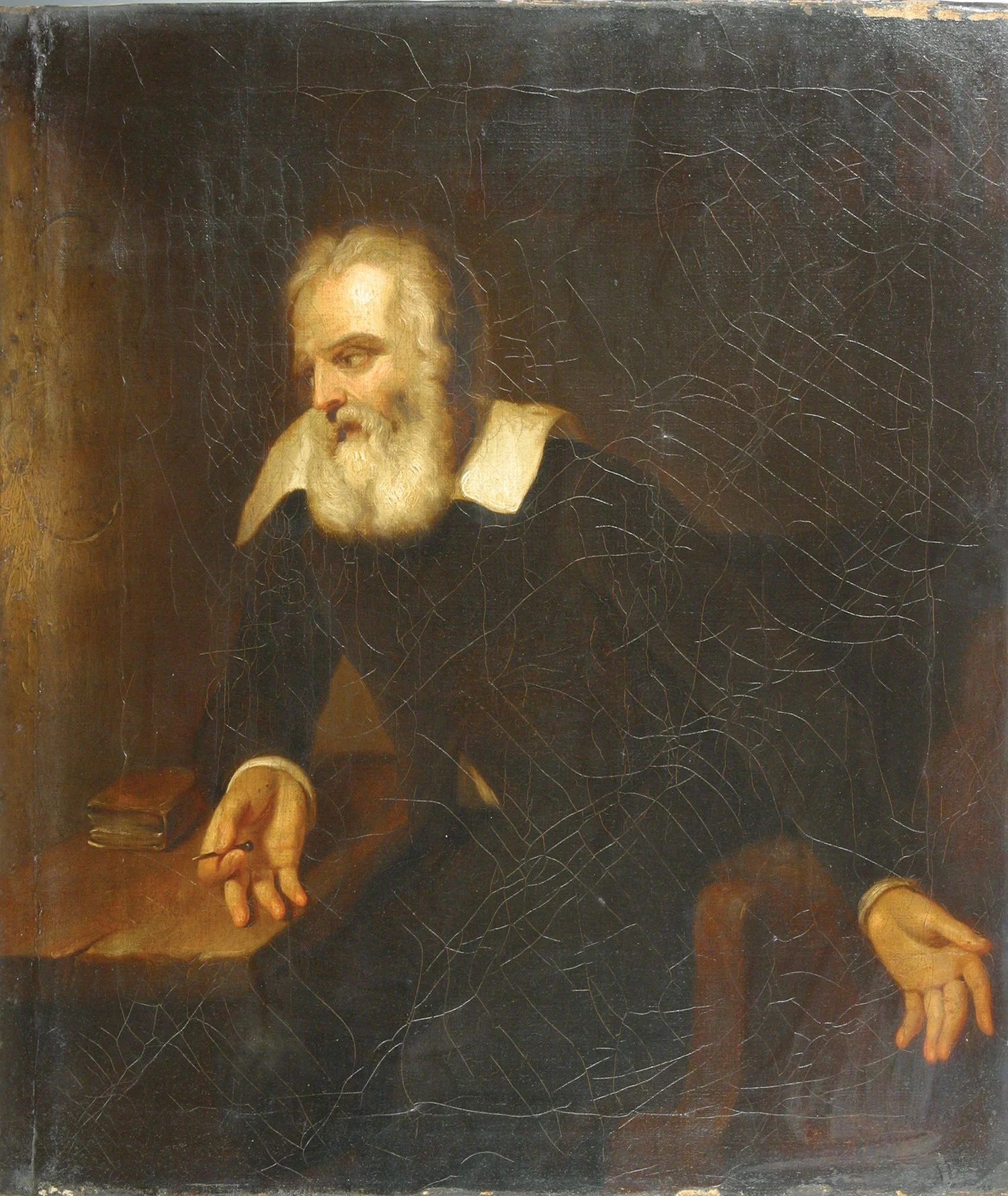
Галилей в тюрьме. Картина Мурильо, 1643, 1645 или 1646 г.

«И всё-таки она вертится!» (итал. E pur si muove! [epˈpur si ˈmwɔːve], дословный перевод — И всё же она движется!) — крылатая фраза, которую якобы произнёс в 1633 году известный астроном, философ и физик Галилео Галилей, будучи вынужденным отречься перед инквизицией от своего убеждения в том, что Земля вращается вокруг Солнца, а не наоборот.
Судя по свидетельствам друзей и письмам самого Галилея, его взгляды после показного покаяния не изменились, он по-прежнему был убеждён во вращении Земли. Однако не существует доказательств того, что Галилей говорил данную фразу. Биография Галилея, написанная в 1655—1656 гг. его учеником и последователем Винченцо Вивиани, не содержит никаких упоминаний этой фразы.
Как было установлено после обнаружения в 1911 году испанской картины, датированной 1643 (1645?), на которой был изображён Галилей в темнице, фраза приписывалась ему народной молвой уже вскоре после его смерти. Впервые в печати эти слова были приписаны Галилею в 1757 году (то есть через 124 года после его отречения) итальянским журналистом Джузеппе Баретти в его книге The Italian Library. Миф стал широко известен в 1761 году, после перевода книги Баретти на французский. В частности, в книге Querelles Litteraires («Литературные распри»), вышедшей в Париже в 1761 г., Огюапен Симон Трэл написал: «уверяют, что Галилей, отпущенный уже на свободу, мучимый угрызениями совести, однажды всё-таки сказал, топнув ногой: „И всё-таки она вертится!“, — имея в виду Землю».

## Культурное влияние
Фраза «И всё-таки она вертится!» неоднократно использовалась в литературе и в текстах музыкальных произведений:
- Название книги советского писателя Ильи Эренбурга, изданной в 1921 году берлинским издательством «Геликон».
- Данная фраза стала названием пьесы советского драматурга и сценариста Александра Хмелика.
- В альбоме A Posteriori музыкального проекта Enigma первый трек называется «Eppur Si Muove».
- Эта фраза была написана на вступительной заставке в девятой серии («Terma») четвёртого сезона телесериала «Секретные материалы».
- Спикер Госдумы Б. В. Грызлов при защите проекта «Чистая вода» и его руководителя В. И. Петрика приписал данные слова Копернику, который, по его мнению, принял смерть на костре инквизиции (очевидно, спутал с участью Джордано Бруно)[6].
- Третий альбом немецкой симфо-метал-группы Haggard носит название Eppur Si Muove.
- Английская версия этой фразы стала названием для двумерной компьютерной игры в жанре платформера And Yet It Moves.
- Выражение было обыграно в романе Терри Пратчетта «Мелкие боги». Действие фэнтезийного романа происходит на земле, стоящей на спинах четырёх слонов, которые, в свою очередь, стоят на панцире огромной космической черепахи. Здесь фраза звучит как: «Черепаха движется!».